# Choanograptis dihamma
Choanograptis dihamma es una especie de polilla de la familia Tortricidae. Se encuentra en Borneo. Fue descrita por primera vez por Diakonoff en 1941.